# Джоан і Пітер
«Джоан і Пітер» (англ. Joan And Peter) — роман англійського письменника Герберта Веллса. Опублікований в 1918 році.
Цей роман виходив з підзаголовком «Історія освіти». Він сповнений любові, трагедії, сценами з Першої світової війни. Також у ньому описані німецькі, ірландські, російські, британські та американські проблеми та цінності. Цей роман охоплює різноманітні події з життя Джоан і Пітера, починаючи з того моменту коли вони осиротіли у п'ять років, і закінчуючи історію з їхнім четвертим опікуном…